# Austrometzgeria
Austrometzgeria là một chi rêu trong họ Metzgeriaceae.